# Серсо
Серсо (фр. Cersot) је насеље и општина у источном делу централне Француске у региону Бургоња, у департману Саона и Лоара која припада префектури Шалон сир Саон.
По подацима из 2011. године у општини је живело 121 становника, а густина насељености је износила 20,1 становника/km². Општина се простире на површини од 6,02 km². Налази се на средњој надморској висини од 387 метара (максималној 463 m, а минималној 261 m).

## Демографија
| 1962. | 1968. | 1975. | 1982. | 1990. | 1999. | 2011. |
| ----- | ----- | ----- | ----- | ----- | ----- | ----- |
| 69    | 70    | 76    | 96    | 102   | 101   | 121   |

График промене броја становника у току последњих година